# Eusebio Borrero
Eusebio Antonio Borrero y Costa (Cali, 15 de diciembre de 1790 - Kingston, 26 de marzo de 1853), fue un militar y político nacido en el Imperio Español en el virreinato de la nueva granada.
Considerado uno de los próceres de la Independencia de su país, así como uno de los miembros fundadores del Partido Liberal Colombiano.
Participó en la Guerra de Independencia desde su inicio en 1810 y hasta la Batalla de Pichincha; posteriormente inició su carrera política en 1824 como intendente del Cauca y parlamentario en varias ocasiones, destacándose particularmente como orador.
Fue secretario de Gobierno del presidente Márquez, teniendo fuertes debates en el Congreso contra el general Santander y su partido Progresista, participó en la Guerra de los Supremos en 1840, fue ascendido a General y participó en las elecciones presidenciales de 1841 a nombre de un sector de santanderistas moderados separados del partido Ministerial, pero terminó en el tercer lugar.
Aspiró nuevamente en 1845, como candidato de lo que empezaba a convertirse en el Partido Liberal, pero finalizó en el segundo lugar; pese a ello, aceptó ser Secretario (Ministro) de lo Interior y Relaciones Exteriores en el gobierno del candidato ganador, General Tomás Cipriano de Mosquera.
Participó en las revueltas de los esclavistas contra el gobierno en 1851 y tras ser derrotado se exilió en Jamaica, donde falleció soltero y sin descendencia.

## Familia
Eusebio Borrero y Costa era miembro de una emergente familia de la aristocracia caucana. Sus padres eran el peninsular José Sebastián Borrero y Ramírez, y la criolla María Josefa de Costa y Barona, siendo sus hermanos José, Isidoro, María Gertrudis, María Francisca, María Ignacia, María Gertrudis II, María Antonia, María Joaquina, María Petronila, José Antonio, Juan Antonio, Pedro y Juan de Dios Borrero y Costa.
Su padre, un judío sefardí, de hecho, fue el fundador de la familia Borrero, siendo sus hijos los primeros individuos nacidos en América con éste apellido, y de allí, todos los descendientes en las actuales Colombia y Ecuador son parte de su línea genealógica. En Nueva Granada se desempeñó como Alcalde de Cali en 1786, 1796 y 1802.
De su hermana María Petronila, casada con el hacendado Víctor Cabal Molina (también alcalde de Cali) era hija María Mercedes Cabal, esposa del político y educador Manuel María Mallarino, expresidente de Colombia. Mallarino era a su vez cuñado del hacendado Vicente Holguín, y tío de los expresidentes Carlos y Jorge Holguín Mallarino. María a su vez dio inspiración a la obra María, de Jorge Isaacs, quien era hermano de una de las nueras del matrimonio Mallarino-Cabal.
Su hermano Vicente estaba casado con Concepción Piedrahíta, cuya sobrina, Sixta Pontón Piedrahíta, era la esposa del expresidente Francisco de Paula Santander. Antes del matrimonio con Sixta, Santander fue amante de Nicolasa Ibáñez, cuyo hijo era el poeta José Eusebio Caro, quien fundó el Partido Conservador Colombiano. Nieto de Sixta y Santander era el diplomático peruano Manuel de Freyre y Santander. De Juan de Dios era nieto el abogado Ignacio Rengifo Borrero.